# Jofre
Jofre Mateu González, mais conhecido por Jofre, (Alpicat, 24 de janeiro de 1980), é um ex-futebolista espanhol que atuava como meia.

## Carreira
Nascido em Alpicat, Jofre foi formado nas categorias de base do Barcelona. Sem ser aproveitado na equipe A, Jofre deixou o Barça e passou por diversos clubes da La Liga. Em 2014, saiu da Espanha pela primeira vez para atuar no exterior, fechando com o Atlético de Kolkata da Índia - ano em que participou da conquista da Superliga Indiana pelo clube. No ano seguinte, acertou com o Goa, liderando o time até a final da Superliga Indiana, sagrando-se vice-campeão naquele ano.

## Títulos
Atlético de Kolkata
- Superliga Indiana: 2014[4][5]